# Тисдолл, Боб
Роберт Мортон Ньюберг Тисдолл (англ. Robert Morton Newburgh Tisdall; ) — ирландский легкоатлет, который специализировался в беге с барьерами.

## Биография
Родился в Цейлоне (современная Шри-Ланка), ранние годы провёл в Ирландии, получил образование в Великобритании в Кембриджском университете.
Олимпийский чемпион в беге на 400 метров с барьерами (1932). Первый в истории независимой Ирландии олимпийский чемпион. Несмотря на победу и на показанный в финале победный время (51,7), который превышал действующий на то время мировой рекорд американца Моргана Тэйлора (52,0), он так и не стал ни мировым, ни олимпийским рекордом, поскольку Тисдолл сбил последний барьер. А рекордсменом мира стал американец Гленн Гардин, который занял второе место с результатом 52,0.
На Играх-1932 также выступал в десятиборье, заняв восьмое место (7327,170 очка по тогдашней таблицей подсчёта очков, что в пересчёте на современную таблицу составляет довольно скромные 6398 очков).
В конце 1933 года эмигрировал в Южную Африку. С южноафриканским Ирландским легионом воевал с нацистами в годы Второй мировой войны, окончив военную службу в чине майора. После войны жил и работал в Кении, Родезии, Танзании, пока в 1969 не остался жить в Австралии. В последние годы (а умер он на 98-м году жизни) был старейшим чемпионом Олимпийских игр в индивидуальных дисциплинах лёгкой атлетики.
Принимал участие в эстафете олимпийского огня Олимпиады-2000, будучи в возрасте 93 лет.